# The Walking Dead: Season Two
The Walking Dead: Season Two är ett episodiskt visuell roman-äventyrsspel som utvecklas och ges ut av Telltale Games till flera plattformar under 2013 och 2014. Det är en uppföljare till deras tidigare spel The Walking Dead, och baseras på den tecknade serien med samma namn. Spelarfiguren i Season Two är Clementine, som också är en av huvudfigurerna i det första spelet.
Den första episoden, All That Remains, släpptes den 17 december 2013, och övriga episoder släpptes under 2014.